# Vollenhovia papuana
Vollenhovia papuana är en stekelart som beskrevs av Hugo Viehmeyer 1914. Vollenhovia papuana ingår i släktet Vollenhovia, och familjen myror. Inga underarter finns listade i Catalogue of Life.